# Honda S500
Pour les articles homonymes, voir S500.
La Honda S500 est un cabriolet vendu au Japon par Honda dans les années 1960. Elle est équipée d'un moteur 4 cylindres de 44 ch.
Cette voiture fut l'un des véhicules de Spirou, un modèle cabriolet blanc avec une capote noire, dessinée sous tous les angles par Franquin et surtout Fournier.